# Rudi Lorch
Rudolf „Rudi“ Lorch (* 20. Januar 1966) ist ein ehemaliger deutscher Fußballspieler.

## Sportlicher Werdegang
Lorch begann mit dem Fußballspielen bei der TSG Schnaitheim. Über den SB Heidenheim, bei dem er zum Juniorennationalspieler reifte – beim 100. Länderspiel der deutschen Schülernationalmannschaft erzielte er beim 2:1-Erfolg im Wembley-Stadion den zwischenzeitlichen Ausgleich –, kam er 1982 zu den Junioren des VfB Stuttgart. Bereits als A-Jugendlicher spielte er in der Saison 1983/84 für die erste Mannschaft des Vereins und wurde deutscher Meister 1984, parallel gewann er auch den A-Junioren-Meistertitel. Für die darauffolgende Saison erhielt er einen Profivertrag und absolvierte 20 Saisonspiele – meist als Einwechselspieler. Im Dezember 1985 wechselte Lorch zum SSV Ulm 1846. Mit Ulm wurde er Meister der Oberliga Baden-Württemberg und stieg in die 2. Bundesliga auf.
Trotz des Aufstiegs verließ Lorch, der bei den „Spatzen“ nicht über die Rolle eines Ergänzungsspielers hinausgekommen war, im Sommer 1986 den Aufsteiger und schloss sich sowie der vom SSV Reutlingen 05 zurückgeholte Dietmar Hohn als Profifußball-erfahrener Spieler dem von seinem vormaligen Stuttgarter Mannschaftskollegen Erwin Hadewicz trainierten VfR Aalen an, der in der Oberliga als Tabellensechster und Sieger im WFV-Pokal 1985/86 abgeschlossen hatte. Zwar war er hier auf Anhieb Stammspieler, der Offensivspieler erzielte aber in 30 Spielen nur drei Saisontore um am Ende der Oberliga-Spielzeit 1986/87 stieg der Klub als Drittletzter in die Verbandsliga Württemberg ab. Im WFV-Pokal 1986/87 war er mit der Mannschaft erfolgreicher, verpasste aber in der Neuauflage des Vorjahresendspiels gegen die TSG Giengen mit einer deutlichen 1:5-Schlappe die Titelverteidigung. Dabei stand er die komplette Spieldauer auf dem Feld, Heinz Hahn erzielte nach 0:5-Rückstand in der 58. Spielminute den Ehrentreffer, der gleichzeitig den Endstand bedeutete. Als Verbandsligazweiter zog der VfR Aalen in die Aufstiegsspiele gegen den TSV Wiesental ein und kehrte angeführt von Stürmer Joachim Zeller direkt wieder in die Drittklassigkeit zurück. Mit dem Aufsteiger belegte Lorch in der Spielzeit 1988/89 den zehnten Platz, anschließend verließ er den Klub nach erneut 29 Drittligaspielen mit unbekanntem Ziel.
Später war Lorch als Trainer im württembergischen Amateurfußball tätig und trainierte unter anderem die Sportfreunde Eggenrot, den SV Frickenhofen sowie den TSV Bartholomä.

## Erfolge
- Deutscher A-Jugend-Meister 1984
- Deutscher Meister 1984